# Buellton
Buellton és una població dels Estats Units a l'estat de Califòrnia. Segons el cens del 2000 tenia 3.828 habitants.

## Demografia
Segons el cens del 2000, Buellton tenia 3.828 habitants, 1.433 habitatges, i 1.000 famílies. La densitat de població era de 947,4 habitants per km².
Dels 1.433 habitatges en un 34,7% hi vivien nens de menys de 18 anys, en un 58,2% hi vivien parelles casades, en un 8% dones solteres, i en un 30,2% no eren unitats familiars. En el 23,9% dels habitatges hi vivien persones soles el 10,7% de les quals corresponia a persones de 65 anys o més que vivien soles. El nombre mitjà de persones vivint en cada habitatge era de 2,67 i el nombre mitjà de persones que vivien en cada família era de 3,17.
Per edats la població es repartia de la següent manera: un 27,1% tenia menys de 18 anys, un 6,7% entre 18 i 24, un 29,6% entre 25 i 44, un 23% de 45 a 60 i un 13,6% 65 anys o més.
L'edat mediana era de 38 anys. Per cada 100 dones de 18 o més anys hi havia 94,7 homes.
La renda mediana per habitatge era de 48.490 $ i la renda mediana per família de 54.839 $. Els homes tenien una renda mediana de 46.379 $ mentre que les dones 28.542 $. La renda per capita de la població era de 20.907 $. Entorn del 6,6% de les famílies i el 8,8% de la població estaven per davall del llindar de pobresa.

## Poblacions més properes
El següent diagrama mostra les poblacions més properes.